# Dionizije Andrašec
Dionizije Andrašec (27. listopada 1896. – u. ?) je bio franjevac u Subotici, predavač, suradnik novina, skrbnik franjevaca trećeredaca. Pripadao je bačkim Hrvatima.

## Životopis
Rodio se 27. listopada 1896. Redovničko odijelo odjenuo je 1914., redovničke zavjete položio 1915., svečani zavjet 1919., a za svećenika se zaredio 1922. godine. Obnašao je mnoge dužnosti u franjevačkom Trećem redu.
Bio je gvardijan. Dugo je godina predavao na Paulinumu. Za subotički franjevački samostan učinio je mnogo brojnim popravcima.
Surađivao je s hrvatskim katoličkim časopisima iz Zagreba, Subotičkim novinama i Subotičkom Danicom.
Autor je molitvenika Serafsko cvijeće.